# Maria von Parmentier
Maria von Parmentier (* 11. April 1846 in Wien; † 14. Mai 1879 in Trespiano bei Florenz) war eine österreichische Malerin und Grafikerin.

## Leben
Maria von Parmentier wuchs in Wien auf und war dort eine Schülerin des österreichischen Landschaftsmalers Emil Jakob Schindler, der auch ihre ältere Schwester Luise Begas-Parmentier unterrichtete. Später unternahm sie Reisen nach Italien und Frankreich. Sie hielt sich ein Jahr lang in Paris auf, wo sie von Charles-François Daubigny künstlerisch gefördert wurde und ihre Werke im Pariser Salon ausstellte. In den 1870ern nahm sie an Ausstellungen in Berlin teil.
1879 starb sie während einer Studienreise in Italien an Typhus. Zwei Jahre nach ihrem Tod wurde ein Teil ihres künstlerischen Nachlasses auf der vierzehnten Sonderausstellung der Nationalgalerie in Berlin (vom 20. November 1881 bis 20. Januar 1882) neben Werken von Carl Blechen, August Bromeis  und Adolf Schroedter gezeigt.

## Werk

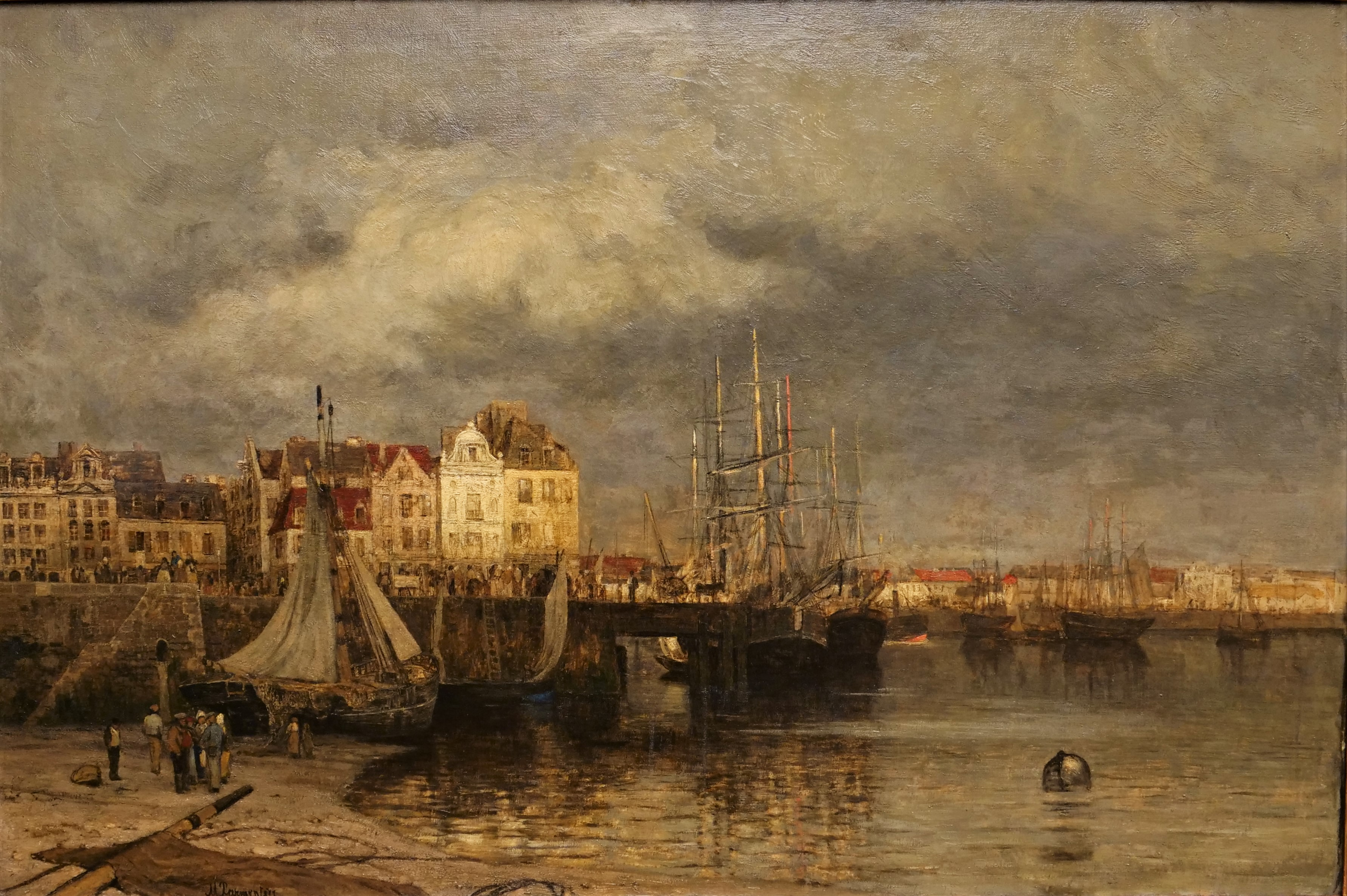
Ölgemälde Der Hafen von Dieppe

Maria von Parmentier widmete sich der Landschafts- und Marinemalerei. Dabei wählte sie vorwiegend Motive aus Italien, Frankreich und Österreich. Neben der Ölmalerei fertigte sie auch Radierungen an.
Eines ihrer bekanntesten Werke ist das Bild Der Hafen von Dieppe (Öl auf Leinwand, 80,5 × 121 cm). Es trägt die Signatur MParmentier und befindet sich seit 1890 im Besitz der Staatlichen Museen zu Berlin (Nationalgalerie). 2019/2020 wurde es bei der Ausstellung Kampf um Sichtbarkeit gezeigt.